# 阿史那骨咄禄
阿史那 骨咄禄（呉音：あしな こちとちろく、漢音：あしだ こつとつろく、拼音：Āshǐnà Gŭduōlù、Ašina Qutluγ、? - 692年）は、東突厥の第二可汗国期の初代可汗。
頡利可汗の族人。一時、唐によって滅ぼされた東突厥を復興させる（俗に突厥第二可汗国、突厥第二帝国と呼ばれる）。彼の事績は『オルホン碑文』にも刻まれており、「クトゥルグ」（Qutluγ：“幸得たる者”の意）または「イルティリシュ・カガン」（古テュルク語:   - İltiriš qaγan：“国家を糾合した可汗”の意）の名で知られる。史書によっては「骨吐禄」、「骨篤禄」とも表記されている。

## 生涯
阿史那骨咄禄の祖父は、単于右雲中都督である舎利元英の配下首領で、代々吐屯啜（トゥドゥン・チュル：官名）を襲名してきた人物であった。
永隆2年（681年）、阿史那伏念が敗北すると、阿史那骨咄禄は残党を糾合して総材山に立てこもった。
永淳元年（682年）、彼らは5千余人で群盗をなし、九姓鉄勒（トクズ・オグズ）を抄掠し、多くの羊馬を得て次第に強盛となっていった。そして、阿史那骨咄禄は自ら立って可汗（イルティリシュ・カガン）となり、その弟の阿史那默啜を殺（シャド：官名）、阿史那咄悉匐を葉護（ヤブグ：官名）とした。12月、阿史那骨咄禄は黒沙城に拠り、并州の北境で侵入略奪を行った。この時、単于長史の王本立のもとにいた暾欲谷（阿史徳元珍）が帰順してきたので、阿史那骨咄禄は彼を阿波達干（アパタルカン：官名）に任命した。
永淳2年（683年）2月、突厥軍は定州を寇し、刺史の霍王李元軌を破る。3月、阿史那骨咄禄と暾欲谷は単于都護府を包囲し、司馬の張行師を殺す。5月、阿史那骨咄禄らは蔚州に進寇し、刺史の李思倹を殺害。豊州都督の崔智辯は朝那山を出てこれを撃つが、逆に殺される。6月、さらに突厥軍は嵐州を寇し、刺史の王徳茂を殺した。11月、右武衛将軍の程務挺は単于道安撫大使となり、突厥を征伐する。
文明元年（684年）、阿史那骨咄禄は朔州を寇略し、人吏を殺掠した。唐の武則天は詔で左武威衛大将軍の程務挺を単于道安撫大使とし、これに備える。
垂拱2年（686年）、阿史那骨咄禄はまた朔州・代州などの州を寇略した。唐は左玉鈐衛中郎将の淳于処平を陽曲道総管とし、副将中郎将の蒲英節とともに救援に赴かせ、忻州で突厥軍と戦ったが大敗し、死者は5千余人にのぼった。
垂拱3年（687年）、阿史那骨咄禄と暾欲谷がまた昌平を寇したので、唐は詔で左鷹揚衛大将軍の黒歯常之にこれを撃たせた。8月、阿史那骨咄禄がまた朔州を寇したので、黒歯常之は燕然道大総管となり、突厥軍を黄花堆で撃ち、これを大破した。突厥軍は40数里も奔走し、磧北に散走した。また、右監門衛中郎将の爨宝璧は精兵13000人を率いて塞を出て追撃したが、逆に阿史那骨咄禄に敗れ、唐軍はほぼ全滅し、爨宝璧は軽騎で遁帰した。このことに武則天は大いに怒り、骨咄禄を改めて不卒禄と呼んだ。
後に、暾欲谷は兵を率いて突騎施（テュルギシュ）部を討つが、戦死した。阿史那骨咄禄は天授（690年 - 692年）の初めに病死した。その子の默棘連はまだ幼かったので、弟の阿史那默啜が後を継いだ。

## 妻子
- 可賀敦（カガトゥン：皇后）
  - イルビルゲ・カトゥン
- 子
  - 阿史那默棘連（毘伽可汗：ビルゲ・カガン）
  - 闕特勤（キョル・テギン）

## 関連遺跡
- オルホン碑文：事績が刻まれている。
- ノムゴン碑文：モンゴルアルハンガイ県ハシャート郡（英語版）にあるノムゴン遺跡で2019年から国際テュルクアカデミー（英語版）とモンゴル科学アカデミー（英語版）考古学研究所が共同発掘調査を実施し、関連する碑文の出土が報告された[5][6]。

## 参考資料
- 『旧唐書』（本紀第五、列伝第一百四十四上）
- 『新唐書』（本紀第三、本紀第六、列伝一百四十上）
- 『古代トルコ民族史研究Ⅰ』護雅夫著、山川出版社 1967年